# Onkel Toms Hütte (Berlins tunnelbana)
Onkel Toms Hütte är en tunnelbanestation i Onkel Toms Hütte i Berlin som öppnades 22 december 1929.
Det originella namnet ska komma från att ett värdshus i området drevs av en man som hette Thomas. Han ställde ut små hytter, snart kallade Toms Hütten, som skydd mot oväder i sin Biergarten och folk började snart kalla hans ställe för Onkel Toms Hütte då man tog inspiration från romanen Onkel Toms stuga, på tyska Onkel Toms Hütte, av Harriet Beecher Stowe. När Gehag byggde det nya området Onkel Toms Hütte under 1920-talet fick det sitt namn efter lokalen. Lokalen revs 1979.

## Galleri

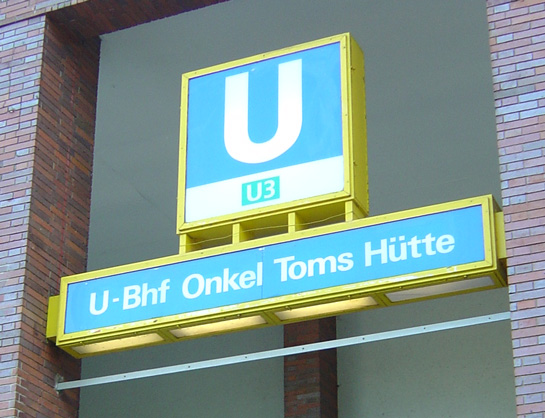
Skylt vid tunnelbanestationen Onkel Toms Hütte
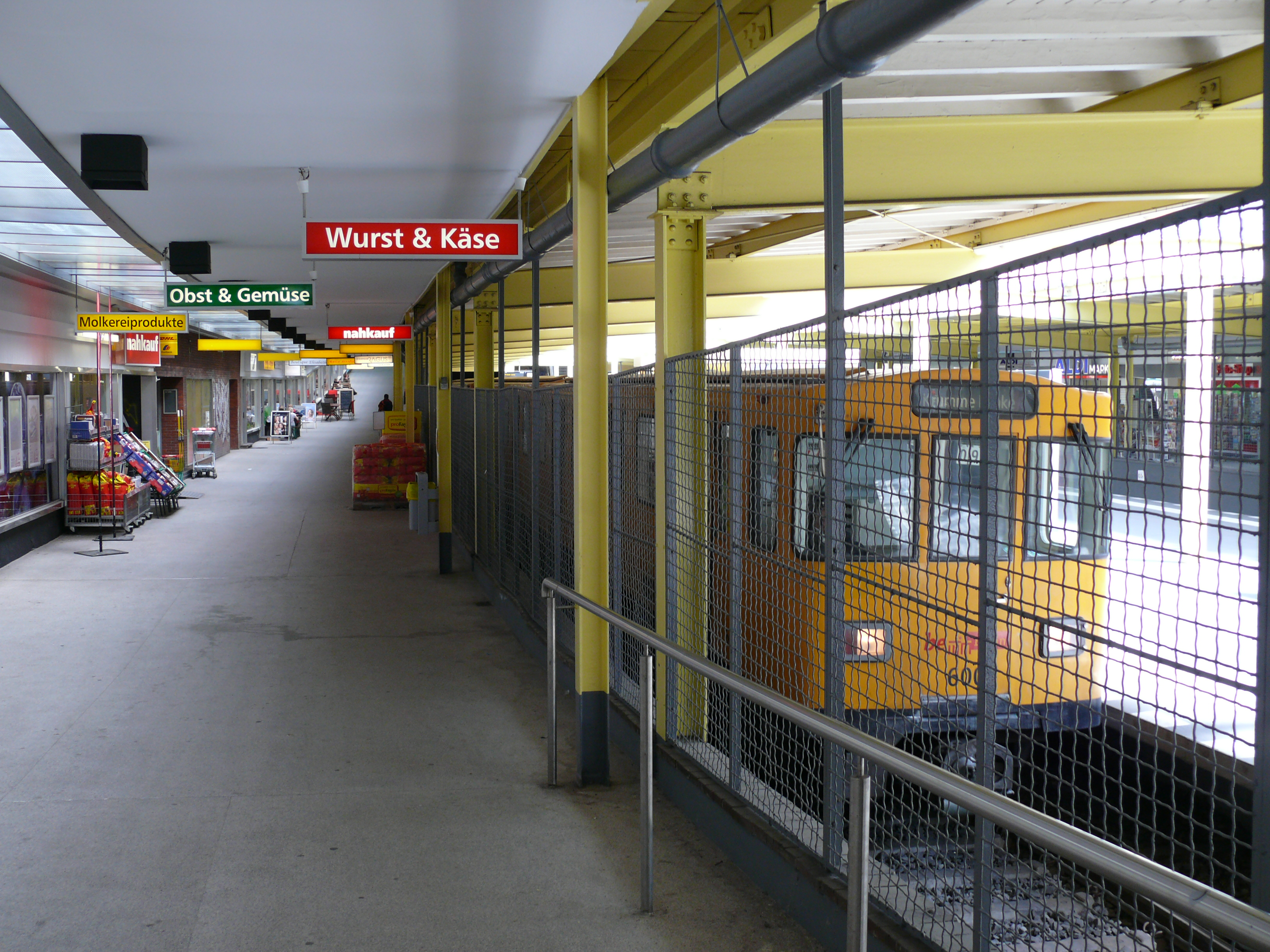